# Statue équestre d'Édouard VII
La Statue équestre d'Édouard VII est une sculpture équestre du roi du Royaume-Uni et des dominions Édouard VII réalisée par le sculpteur Paul Landowski.
L'œuvre est située sur la place Édouard-VII — où se trouve également le théâtre Édouard-VII — dans le 9e arrondissement de Paris.

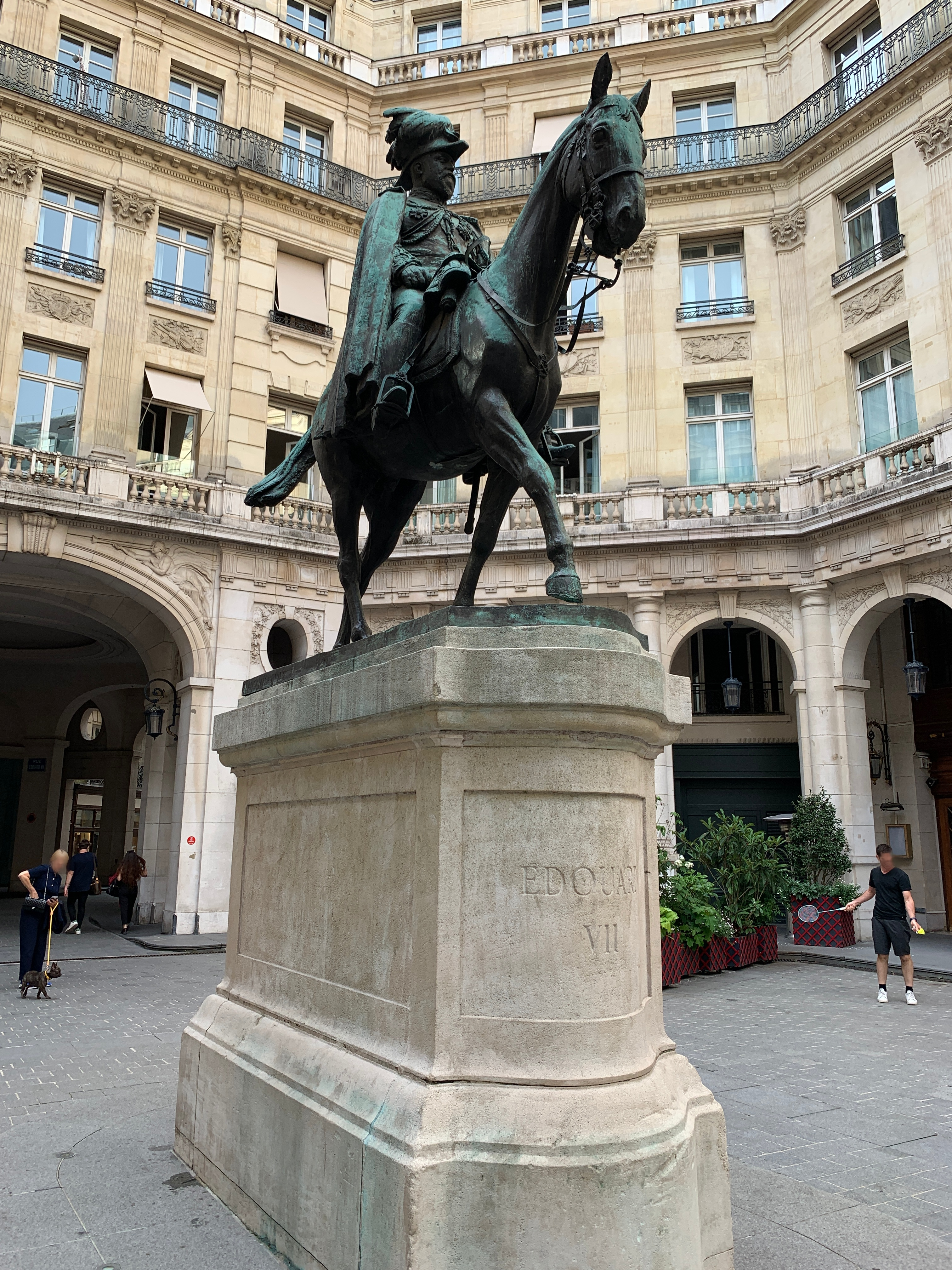
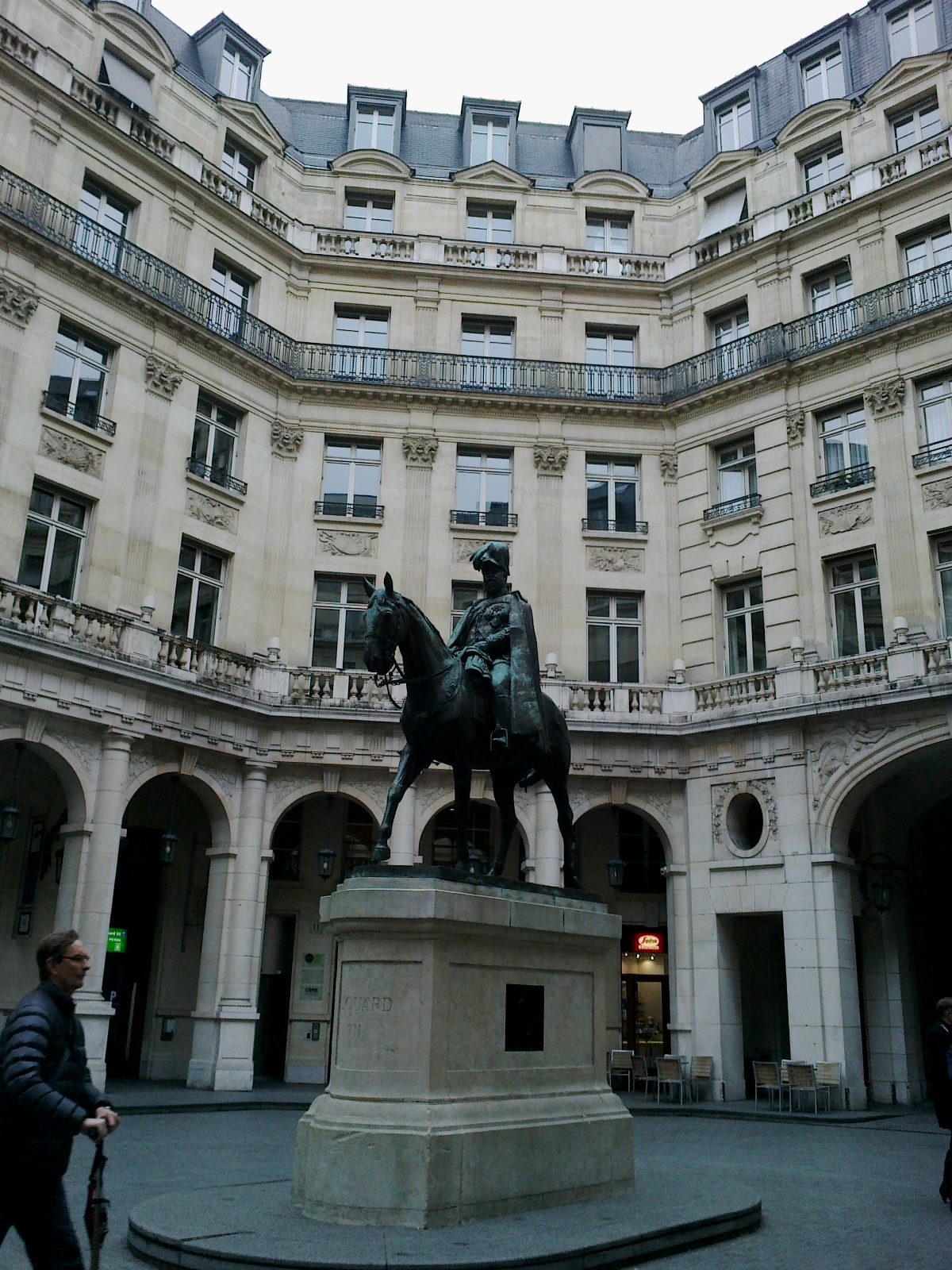
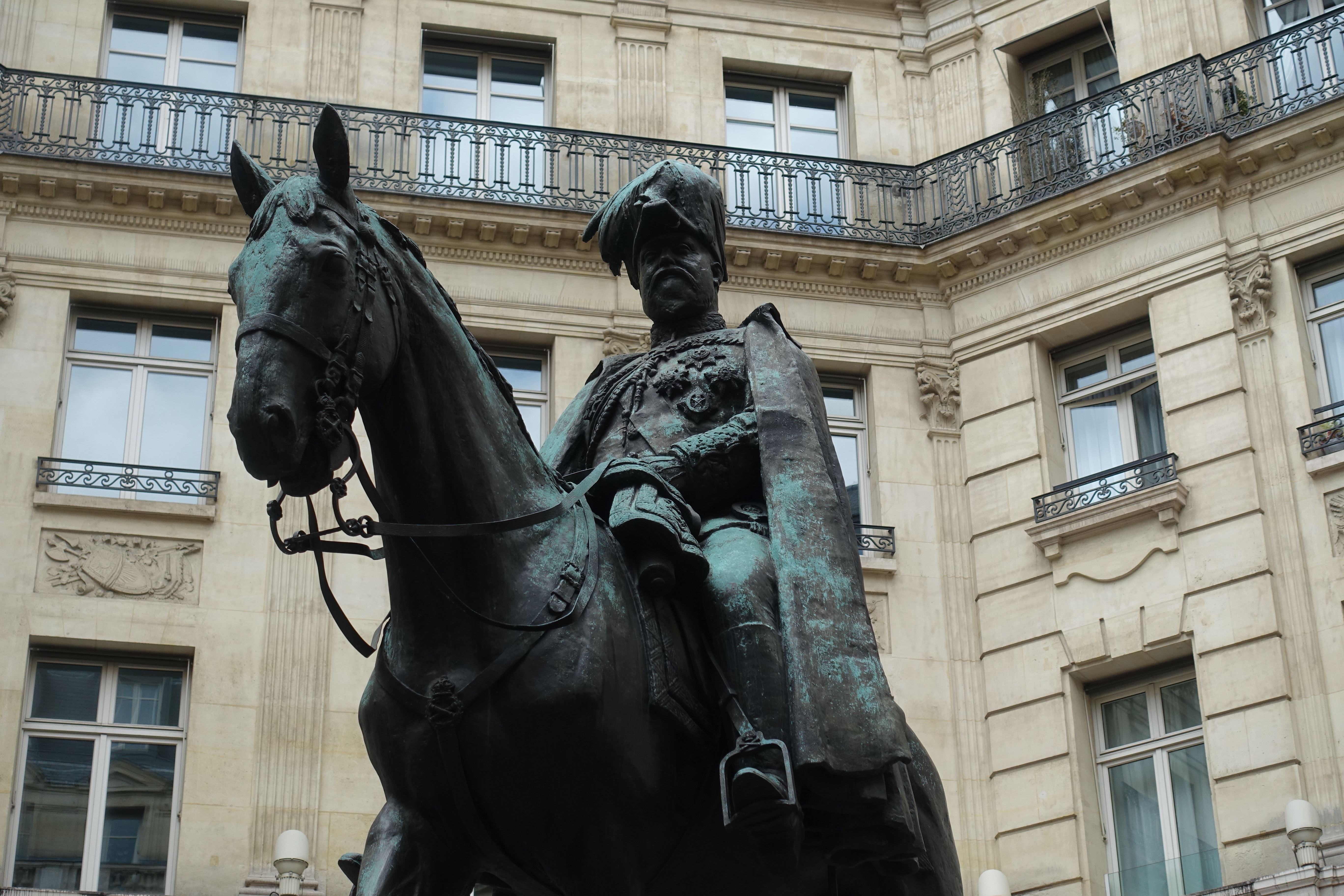
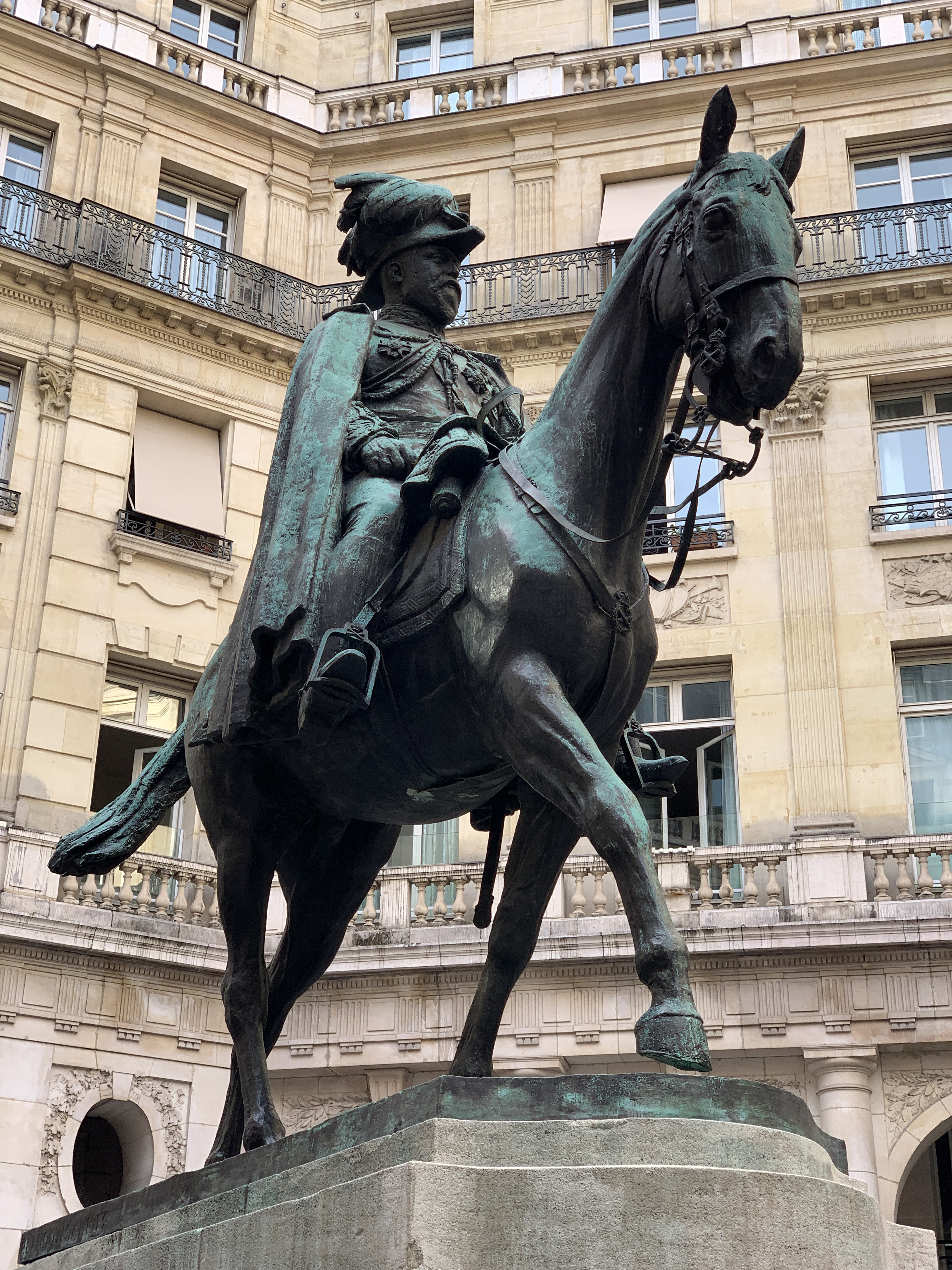
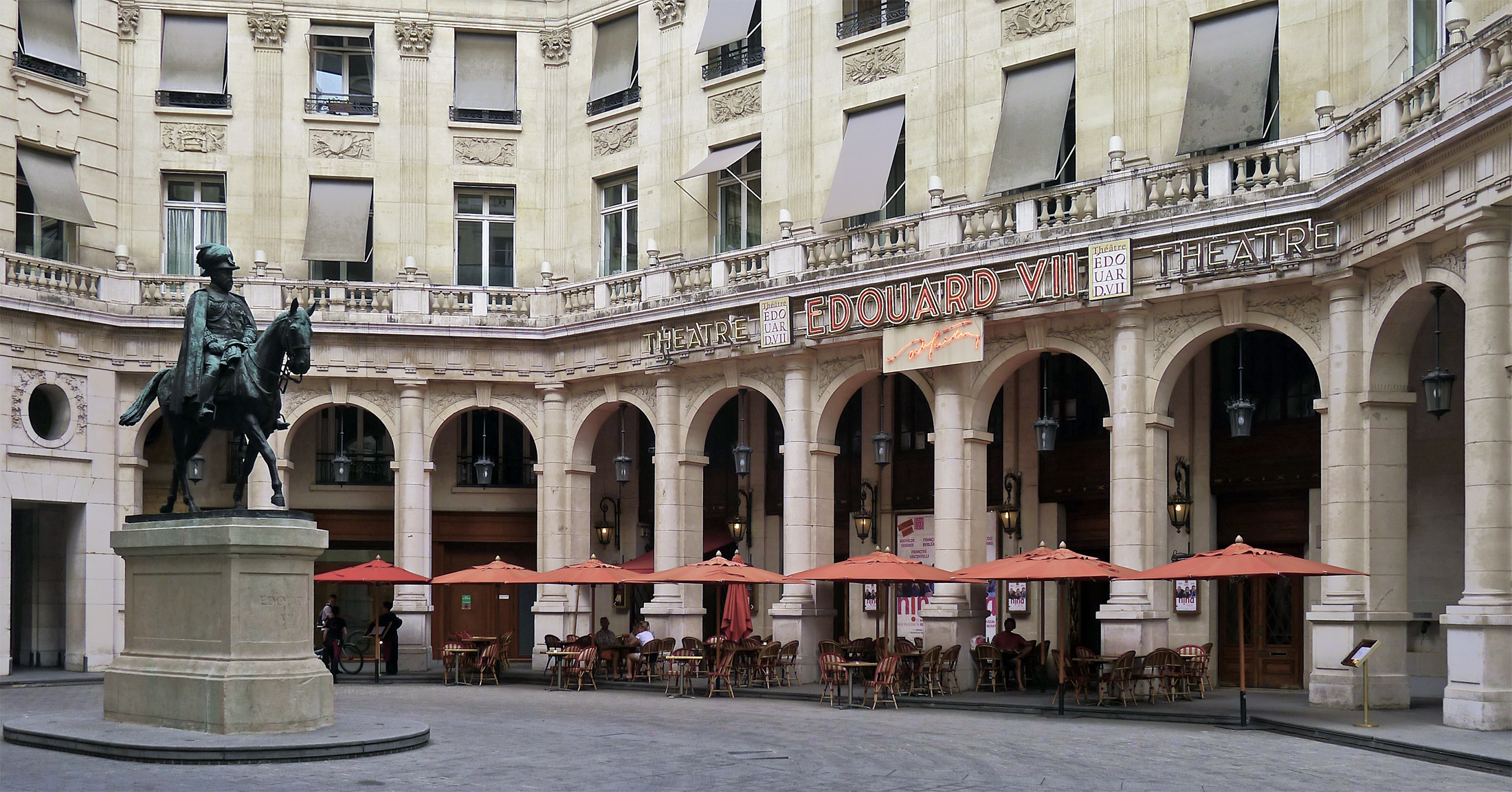